# Csandrajáan–2
A Csandrajáan–2 (szanszkrit: चन्द्रयान-२) India második holdszondája a Csandrajáan–1 után.
Az indiai űrkutatási szervezet (Indian Space Research Organisation – ISRO) fejlesztette ki. A küldetés kezdete 2019. július 22. 09:13 UTC. A műholdat az indiai Satish Dhawan űrközpontból bocsátották fel. Hordozórakétája az indiai gyártású Geosynchronous Satellite Launch Vehicle Mark III (GSLV Mk III). Tervezett pályájának adatai a Hold körül: 169,7 km × 45 475 km.
A műhold tartalma: holdszonda (keringő egység), leszállóegység, rover.
Fő tudományos cél: a víz eloszlásának feltérképezése a Holdon, a déli sark közelében, attól nagyjából 600 km-re. Ez lett volna az első olyan szonda, ami az egyenlítőtől ilyen távol tevékenykedik.
A sikeres holdra szállás történelmi esemény, az USA, Oroszország és Kína után India lett volna a negyedik, aminek sikerül a holdra szállás. A küldetésnek a holdra szállás része nem sikerült.

## Története
A küldetést eredetileg 2013-ra tervezték, amiben partner lett volna Oroszország. A Fobosz-Grunt sikertelen 2011-es küldetése után Oroszország a Fobosz-Grunt felszerelésének teljes átvizsgálása mellett döntött, ami jelentős késéssel járt a küldetés szempontjából, így egy 2015-ös start sem volt tartható. India 2013-ban bejelentette, hogy kiszáll a közös projektből.

## Küldetés

A Föld körüli pályák

A Hold körüli pályák

A tervek szerint a Vikram nevű földet érő egység a Manzinus C és Simpelius N kráterek közötti sík területen ért volna földet, az egyenlítőtől délre, a 70 fok déli szélesség körül. A leszállóegységnek 14 napig kellett volna működnie.
A műholdat egy Geosynchronous Satellite Launch Vehicle Mark III (GSLV Mk III) hordozórakéta szállította, ami 3850 kg terhet képes felemelni.
A leszállóegység a keringő egységről szeptember 2-án levált, a leszállást önállóan kezdte meg. A leszállás 2,1 km magasságig a tervek szerint zajlott. Később a leszállóegység túl nagy sebességgel közeledett a talajhoz, és 355 m magasságban, a földet érés előtt elveszett vele a kapcsolat. A Vikram leszállóegység becsapódott a Holdba nagyjából 200 km/h sebességgel, a tervezett leszállóhely 500 m-es körzetében.
A Csandrajáan–2 a tervek szerint végzi keringését a Hold körül.

## A műhold felépítése

### Keringő egység
Súly: 2379 kg, elektromos teljesítmény: 1000 W.

### Vikram– leszállóegység
A Vikram leszállóegység Vikram Sarabhai után kapta a nevét, aki az indiai űrkutatás atyja volt.
Súly: 1471 kg, elektromos teljesítmény: 650 W.

### Pragyan– rover
A felszíni egység neve Pragyan ("bölcsesség" szanszkrit nyelven).
A napelemmel ellátott rover hat kerékkel rendelkezik és nagyjából 500 méter megtételére képes. A rover csak a leszállóegységgel kommunikál, ami a keringő egységhez továbbítja az adatait.
Súly: 27 kg, elektromos teljesítmény: 50 W.

## Műszerek

### Keringő egység
- Terrain Mapping Camera 2 (TMC-2): a felszínt 3d-ben térképező egység.
- Collimated Large Array Soft X-ray Spectrometer (CLASS): röntgensugár-spektrométer. A felszínen található ásványi anyagok elhelyezkedését és mennyiségét térképezi fel.
- Solar X-ray Monitor (XSM): a Nap röntgensugárzását méri.
- Atmospheric Composition Explorer (ChACE-2): spektrométer.
- Synthetic Aperture Radar (SAR): a felszínt térképezi fel rádióhullámok segítségével.
- Imaging Infra-Red Spectrometer (IIRS): a felszínen lévő víz / hidroxil jelenlétét és mennyiségét méri (az infravörös tartományban).
- Orbiter High Resolution Camera (OHRC): nagy felbontású kamera a leszállás helyének vizsgálatára.

### Vikram– leszállóegység
- Instrument for Lunar Seismic Activity (ILSA): a Hold szeizmikus aktivitását, a holdrengéseket vizsgálja.
- Chandra's Surface Thermophysical Experiment (ChaSTE): a felszín hőmérsékleti tulajdonságait vizsgálja.
- Radio Anatomy of Moon Bound Hypersensitive ionosphere and Atmosphere (RAMBHA-Langmuir Probe): a felszín plazmasűrűségét vizsgálja.

### Pragyan– rover
- Laser-Induced Breakdown Spectroscope (LIBS): a felszín felépítését vizsgálja, lézeres spektrométerrel.
- Alpha Particle X-Ray Spectrometer (APXS): röntgensugár-spektrométer.

## Külső hivatkozások
- A Csandrajáan–2 az indiai űrkutatási szervezet hivatalos oldalán Archiválva 2019. július 29-i dátummal a Wayback Machine-ben